# Begonia cubensis
Espèce
Synonymes
- Begonia cubincola A. DC.[2]
- Begonia cubincola A.DC.[3]
- Begonia lindeniana A. DC.[2]
- Begonia lindeniana A.DC.[3]
- Begonia plagioneura Milne-Redh.[2] [3]

Begonia cubensis est une espèce de plantes de la famille des Begoniaceae. Ce bégonia est originaire de Cuba. L'espèce fait partie de la section Begonia. Elle a été décrite en 1858 par Justus Carl Hasskarl (1811-1894). L'épithète spécifique cubensis signifie « de Cuba ».

## Description

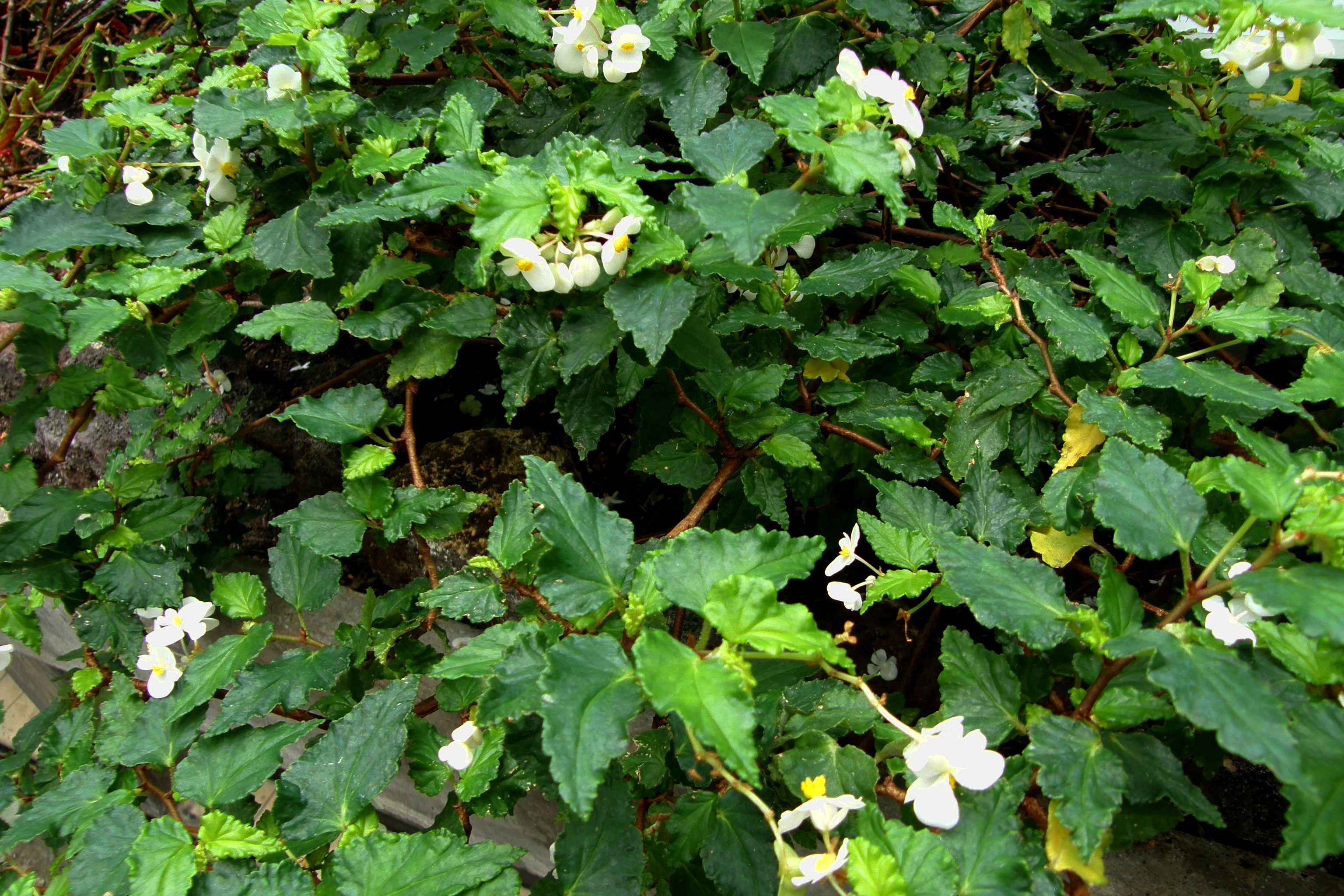
Vue d'ensemble
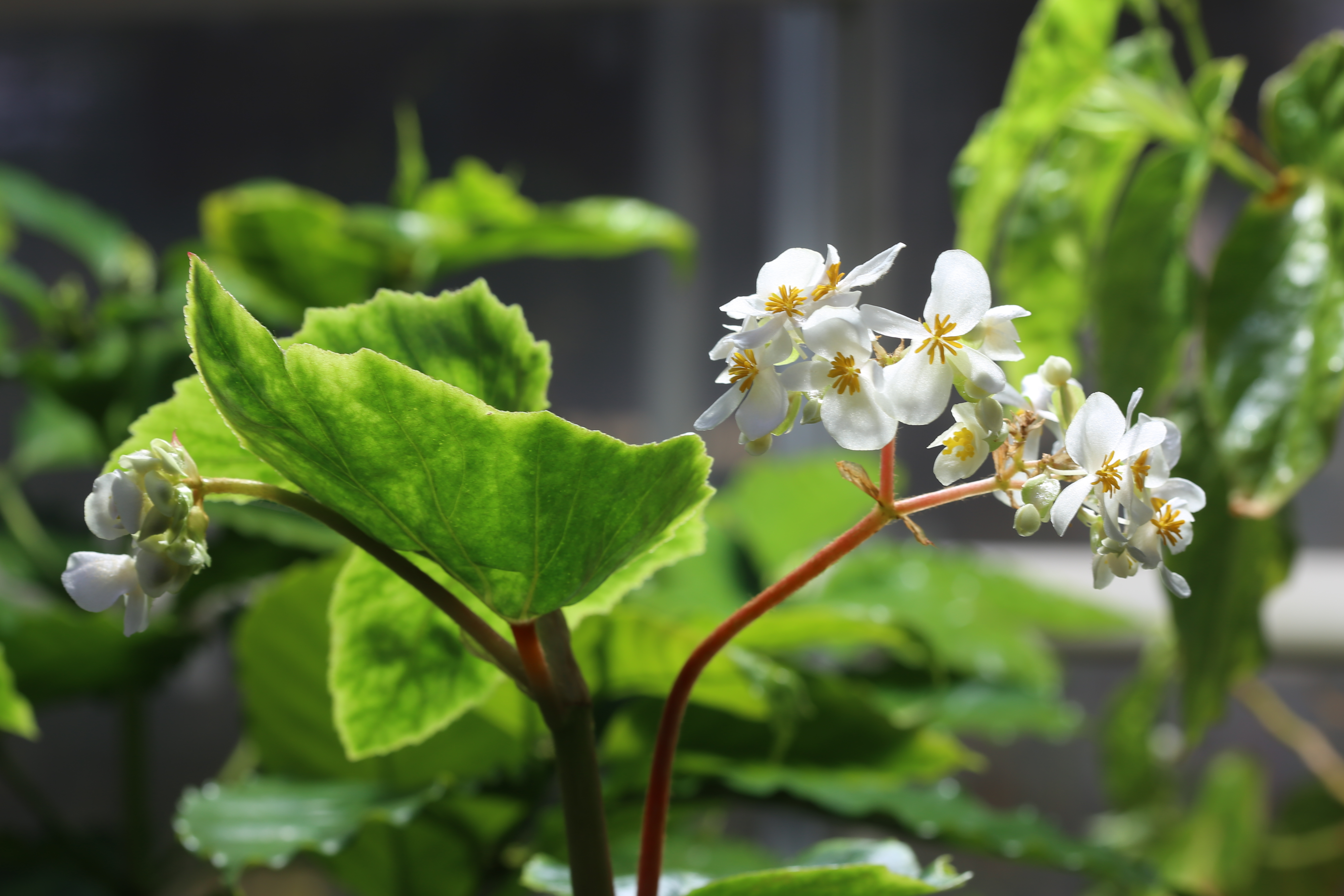
Détail des feuilles et fleurs

## Répartition géographique
Cette espèce est originaire du pays suivant : Cuba.